# Valmir Sulejmani
Valmir Sulejmani (Großburgwedel, 1º febbraio 1996) è un calciatore tedesco naturalizzato kosovaro, attaccante dell'Hannover 96 II.

## Carriera

### Nazionale
Valmir è stato convocato nel 2015 dalla nazionale maggiore del Kosovo dopo aver fatto parte della nazionale giovanile dell'Under-17 della Germania.

## Statistiche

### Presenze e reti nei club
Statistiche aggiornate al 19 aprile 2016.
| Stagione              | Squadra               | Campionato            | Campionato | Campionato | Coppe nazionali | Coppe nazionali | Coppe nazionali | Coppe continentali | Coppe continentali | Coppe continentali | Altre coppe | Altre coppe | Altre coppe | Totale | Totale |
| Stagione              | Squadra               | Comp                  | Pres       | Reti       | Comp            | Pres            | Reti            | Comp               | Pres               | Reti               | Comp        | Pres        | Reti        | Pres   | Reti   |
| --------------------- | --------------------- | --------------------- | ---------- | ---------- | --------------- | --------------- | --------------- | ------------------ | ------------------ | ------------------ | ----------- | ----------- | ----------- | ------ | ------ |
| ott. 2013-mar. 2014   | Hannover 96 II        | RL                    | 10         | 0          | -               | -               | -               | -                  | -                  | -                  | -           | -           | -           | 10     | 0      |
| dic. 2013-mag. 2014   | Hannover 96           | BL                    | 6          | 0          | -               | -               | -               | -                  | -                  | -                  | -           | -           | -           | 6      | 0      |
| ago.-dic. 2014        | Hannover 96 II        | RL                    | 16         | 0          | -               | -               | -               | -                  | -                  | -                  | -           | -           | -           | 16     | 0      |
| feb.-mag. 2015        | Union Berlino         | 2L                    | 6          | 0          | -               | -               | -               | -                  | -                  | -                  | -           | -           | -           | 6      | 0      |
| mar. 2015             | Union Berlino II      | RL                    | 1          | 0          | -               | -               | -               | -                  | -                  | -                  | -           | -           | -           | 1      | 0      |
| 2015-apr. 2016        | Hannover 96 II        | RL                    | 23         | 4          | -               | -               | -               | -                  | -                  | -                  | -           | -           | -           | 23     | 4      |
| Totale Hannover 96 II | Totale Hannover 96 II | Totale Hannover 96 II | 47         | 2          |                 | -               | -               |                    | -                  | -                  |             | -           | -           | 47     | 2      |
| apr. 2016             | Hannover 96           | BL                    | 4          | 0          | -               | -               | -               | -                  | -                  | -                  | -           | -           | -           | 4      | 0      |
| Totale Hannover 96    | Totale Hannover 96    | Totale Hannover 96    | 10         | 0          |                 | -               | -               |                    | -                  | -                  |             | -           | -           | 10     | 0      |
| Totale carriera       | Totale carriera       | Totale carriera       | 61         | 2          |                 | -               | -               |                    | -                  | -                  |             | -           | -           | 66     | 4      |